# Dix-huitième circonscription de Paris de 1988 à 2012
Pour les articles homonymes, voir Dix-huitième circonscription de Paris de 1958 à 1986 et Dix-huitième circonscription de Paris depuis 2012.
La dix-huitième circonscription de Paris est l'une des 21 circonscriptions électorales françaises que compte le département de Paris (75) situé en région Île-de-France. D'après les chiffres de l'Institut national de la statistique et des études économiques (INSEE) en 1999, la population de cette circonscription est estimée à 98 149 habitants.

## Délimitation de la circonscription
Entre 1988, année des premières élections après le rétablissement du scrutin uninominal majoritaire par circonscription, et le redécoupage des circonscriptions réalisé en 2010, la circonscription recouvre deux quartiers du 18e arrondissement : les Grandes-Carrières (au sud de la rue Marcadet) et Clignancourt.
Cette délimitation s'applique donc aux IXe, Xe, XIe, XIIe et XIIIe législatures de la Cinquième République française.
Cette dix-septième circonscription de Paris correspond à l'adjonction d'une partie de la vingt-cinquième circonscription, de la totalité de la vingt-sixième circonscription et d'une partie de la vingt-septième circonscription de la période 1958-1986.
En 2012, cette circonscription est globalement devenue la nouvelle dix-huitième circonscription, s'étendant sur une partie des quartiers des Grandes-Carrières au nord et de Rochechouart au sud.

## Députés

### Élection du 16 mars 1986 au scrutin proportionnel
En 1985, le président de la République François Mitterrand changea le mode de scrutin des députés en rétablissant le scrutin proportionnel. Le nombre de députés du département de Paris est ramené de 31 à 21.
| Législature | Début de mandat | Fin de mandat | Député élu  |  | Parti politique | Observations                                                       |
| ----------- | --------------- | ------------- | ----------- |  | --------------- | ------------------------------------------------------------------ |
| VIIIe       | 2 avril 1986    | 14 mai 1988   | Alain Juppé |  | RPR             | mandat écourté à la suite d'une dissolution de François Mitterrand |

### Députés de 1988 à 2012
Après les élections du 16 mars 1986, le nouveau premier ministre Jacques Chirac rétablissait le scrutin majoritaire à deux tours. Le nombre de députés était maintenu à 21 et les circonscriptions électorales antérieures étaient donc ramenées de 31 à 21. Une partie de l'ancienne vingt-cinquième, la totalité de l'ancienne vingt-sixième et une partie de l'ancienne vingt-septième circonscription ont formé la nouvelle dix-huitième circonscription.
| Législature | Début de mandat | Fin de mandat  | Député élu          |  | Parti politique | Observations                                                  |
| ----------- | --------------- | -------------- | ------------------- |  | --------------- | ------------------------------------------------------------- |
| IXe         | 23 juin 1988    | 1er avril 1993 | Alain Juppé         |  | RPR             |                                                               |
| Xe          | 2 avril 1993    | 21 avril 1997  | Alain Juppé         |  | RPR             | mandat écourté à la suite d'une dissolution de Jacques Chirac |
| XIe         | 12 juin 1997    | 18 juin 2002   | Christophe Caresche |  | PS              | Élu face à Patrick Stefanini (RPR) au 2e tour.                |
| XIIe        | 19 juin 2002    | 25 juin 2007   | Christophe Caresche |  | PS              | Élu face à Xavier Chinaud (UMP-DL) au 2e tour.                |
| XIIIe       | 26 juin 2007    | 19 juin 2012   | Christophe Caresche |  | PS              | Élu face à Jeannette Bougrab (UMP) au 2e tour.                |

## Résultats électoraux

### Élections législatives de 1988
| Candidat       | Candidat                  | Parti                | Premier tour | Premier tour | Second tour | Second tour |  |
| Candidat       | Candidat                  | Parti                | Voix         | %            | Voix        | %           |  |
| -------------- | ------------------------- | -------------------- | ------------ | ------------ | ----------- | ----------- |  |
|                | Alain Juppé sortant réélu | RPR (URC)            | 15 860       | 43,77        | 20 884      | 53,70       |  |
|                | Bertrand Delanoë          | PS                   | 12 818       | 35,37        | 18 006      | 46,30       |  |
|                | Serge Martinez            | FN                   | 4 246        | 11,72        |             |             |  |
|                | Jean Wlos                 | PCF                  | 1 963        | 5,42         |             |             |  |
|                | Marie-Claude Drevet       | Extrême gauche       | 661          | 1,82         |             |             |  |
|                | Olivier Régis             | Divers droite        | 264          | 0,73         |             |             |  |
|                | Odile Thévenot            | Divers               | 235          | 0,65         |             |             |  |
|                | Sylvie Emondson           | Extrême droite (POE) | 107          | 0,29         |             |             |  |
|                | Maurice Tabuteau          | Divers               | 84           | 0,23         |             |             |  |
|                |                           |                      |              |              |             |             |  |
| Inscrits       | Inscrits                  | Inscrits             | 62 424       | 100,00       | 62 424      | 100,00      |  |
| Abstentions    | Abstentions               | Abstentions          | 25 772       | 41,29        | 22 869      | 36,63       |  |
| Votants        | Votants                   | Votants              | 36 652       | 58,71        | 39 555      | 63,37       |  |
| Blancs et nuls | Blancs et nuls            | Blancs et nuls       | 414          | 1,13         | 665         | 1,68        |  |
| Exprimés       | Exprimés                  | Exprimés             | 36 238       | 98,87        | 38 890      | 98,32       |  |

Le suppléant d'Alain Juppé était Yves Verwaerde, UDF-PR, conseiller régional d'Île-de-France, Conseiller de Paris.

### Élections législatives de 1993
| Candidat              | Candidat                  | Parti                      | Premier tour | Premier tour | Second tour | Second tour |  |
| Candidat              | Candidat                  | Parti                      | Voix         | %            | Voix        | %           |  |
| --------------------- | ------------------------- | -------------------------- | ------------ | ------------ | ----------- | ----------- |  |
|                       | Alain Juppé sortant réélu | RPR (UPF)                  | 14 788       | 43,71        | 18 647      | 59,47       |  |
|                       | Christophe Caresche       | PS (ADFP)                  | 6 028        | 17,82        | 12 708      | 40,53       |  |
|                       | Martine Lehideux          | FN                         | 4 459        | 13,18        |             |             |  |
|                       | Jean-Luc Dumesnil         | Les Verts (EÉ)             | 3 704        | 10,95        |             |             |  |
|                       | Jean Wlos                 | PCF                        | 2 077        | 6,14         |             |             |  |
|                       | Jean-Marie Benito         | LO                         | 801          | 2,37         |             |             |  |
|                       | Isabelle Engelibert       | LT-LNÉ                     | 737          | 2,18         |             |             |  |
|                       | Gilles Casanova           | Divers gauche (Maj. prés.) | 657          | 1,94         |             |             |  |
|                       | Pierre Abadie             | MDR                        | 260          | 0,77         |             |             |  |
|                       | Barbara Skrzypczak        | Divers gauche (Maj. prés.) | 208          | 0,61         |             |             |  |
|                       | Patrice Vuillard          | Divers Droite              | 112          | 0,33         |             |             |  |
|                       | Yamina Atmouni            | Divers droite              | 0            | 0,           |             |             |  |
|                       |                           |                            |              |              |             |             |  |
| Inscrits              | Inscrits                  | Inscrits                   | 54 269       | 100,00       | 54 269      | 100,00      |  |
| Abstentions           | Abstentions               | Abstentions                | 19 409       | 35,76        | 20 773      | 38,28       |  |
| Votants               | Votants                   | Votants                    | 34 860       | 64,24        | 33 496      | 61,72       |  |
| Blancs et nuls        | Blancs et nuls            | Blancs et nuls             | 1 029        | 2,95         | 2 141       | 6,39        |  |
| Exprimés              | Exprimés                  | Exprimés                   | 33 831       | 97,05        | 31 355      | 93,61       |  |
| Source : Data.gouv.fr |                           |                            |              |              |             |             |  |

Le suppléant d'Alain Juppé était Yves Verwaerde.

### Élections législatives de 1997
| Candidat                     | Candidat                    | Parti                 | Premier tour | Premier tour | Second tour | Second tour |
| Candidat                     | Candidat                    | Parti                 | Voix         | %            | Voix        | %           |
| ---------------------------- | --------------------------- | --------------------- | ------------ | ------------ | ----------- | ----------- |
|                              | Patrick Stefanini           | RPR                   | 8 735        | 28,61        | 15 751      | 48,42       |
|                              | Christophe Caresche élu     | PS                    | 8 352        | 27,35        | 16 782      | 51,58       |
|                              | Xavier Schleiter            | FN                    | 3 871        | 12,68        |             |             |
|                              | Isabelle Mayer              | PCF                   | 2 113        | 6,92         |             |             |
|                              | Anne Le Strat               | Les Verts             | 2 058        | 6,74         |             |             |
|                              | Bruneau Chauvierre          | Divers droite         | 1 124        | 3,68         |             |             |
|                              | Jean-Marie Benito           | LO                    | 836          | 2,74         |             |             |
|                              | Arnaud Folch                | LDI (CNIP)            | 671          | 2,20         |             |             |
|                              | Christian Boulmier          | MDC                   | 447          | 1,46         |             |             |
|                              | Patricia Osganian           | Extrême gauche (SÉGA) | 384          | 1,26         |             |             |
|                              | Marie-Claude Drevet         | LCR                   | 312          | 1,02         |             |             |
|                              | Stéphane Poli               | MÉI                   | 306          | 1,00         |             |             |
|                              | Richard Uztarroz            | Divers écologiste     | 291          | 0,95         |             |             |
|                              | Éva Sas                     | US4J                  | 252          | 0,83         |             |             |
|                              | Naima Abassi                | GÉ                    | 241          | 0,95         |             |             |
|                              | Roland Helie                | Extrême droite        | 141          | 0,46         |             |             |
|                              | Pierre Abadie               | Sans étiquette        | 131          | 0,43         |             |             |
|                              | Clothilde Elie              | IR                    | 97           | 0,32         |             |             |
|                              | Odile Thevenot              | Sans étiquette        | 81           | 0,27         |             |             |
|                              | Jérôme Pousse               | Sans étiquette        | 80           | 0,26         |             |             |
|                              | François Thomine-Desmazures | Divers droite         | 9            | 0,03         |             |             |
|                              | Gilbert Lecavelier          | Extrême droite        | 3            | 0,01         |             |             |
|                              | Jean-Christophe Grellety    | Sans étiquette        | 0            | 0,00         |             |             |
|                              |                             |                       |              |              |             |             |
| Inscrits                     | Inscrits                    | Inscrits              | 49 289       | 100,0        | 49 289      | 100,0       |
| Abstentions                  | Abstentions                 | Abstentions           | 17 849       | 36,21        | 18 343      | 31,17       |
| Votants                      | Votants                     | Votants               | 31 440       | 63,79        | 33 926      | 68,83       |
| Blancs et nuls               | Blancs et nuls              | Blancs et nuls        | 905          | 2,88         | 1 393       | 4,11        |
| Exprimés                     | Exprimés                    | Exprimés              | 30 535       | 97,12        | 32 533      | 95,89       |
| Source : Assemblée nationale |                             |                       |              |              |             |             |

La suppléante de Christophe Caresche était Laurence Goldgrab, PRS, adjointe au maire du 18ème arrondissement, avocate.

### Élections législatives de 2002
| Candidat       | Candidat                          | Parti            | Premier tour | Premier tour | Second tour | Second tour |  |
| Candidat       | Candidat                          | Parti            | Voix         | %            | Voix        | %           |  |
| -------------- | --------------------------------- | ---------------- | ------------ | ------------ | ----------- | ----------- |  |
|                | Christophe Caresche sortant réélu | PS (PRG)         | 12 779       | 38,18        | 18 649      | 57,37       |  |
|                | Xavier Chinaud                    | UMP              | 10 386       | 31,03        | 13 113      | 42,63       |  |
|                | Pierre Combe                      | FN               | 2 656        | 7,93         |             |             |  |
|                | Jean-Jacques Anding               | Les Verts        | 2 483        | 7,42         |             |             |  |
|                | Fodé Sylla                        | PCF              | 1 129        | 3,37         |             |             |  |
|                | Olivier Régis                     | Divers droite    | 952          | 2,84         |             |             |  |
|                | Anne Leclerc                      | LCR              | 815          | 2,43         |             |             |  |
|                | Olivier Jouis                     | Pôle républicain | 615          | 1,84         |             |             |  |
|                | Stéphane Maillard                 | Cap21            | 380          | 1,14         |             |             |  |
|                | Philippe Duval                    | Divers           | 332          | 0,99         |             |             |  |
|                | Jean-Pierre Lecesne               | LO               | 222          | 0,66         |             |             |  |
|                | Michaël Berrue                    | MNR              | 163          | 0,49         |             |             |  |
|                | René Koskas                       | Divers           | 140          | 0,42         |             |             |  |
|                | Clément Dupuis                    | ND               | 139          | 0,42         |             |             |  |
|                | Bruno Nazarian                    | CNIP             | 105          | 0,31         |             |             |  |
|                | Séverine Gille                    | Divers gauche    | 72           | 0,22         |             |             |  |
|                | Raymond Fouquet                   | Divers           | 68           | 0,2          |             |             |  |
|                | Gérard Vattier                    | CPNT             | 37           | 0,11         |             |             |  |
|                | Jean-Pierre Bouvier               | UDF              | 0            | 0            |             |             |  |
|                |                                   |                  |              |              |             |             |  |
| Inscrits       | Inscrits                          | Inscrits         | 48 673       | 100,00       | 48 673      | 100,00      |  |
| Abstentions    | Abstentions                       | Abstentions      | 14 883       | 30,58        | 17 063      | 35,06       |  |
| Votants        | Votants                           | Votants          | 33 790       | 69,42        | 31 610      | 64,94       |  |
| Blancs et nuls | Blancs et nuls                    | Blancs et nuls   | 317          | 0,94         | 848         | 2,68        |  |
| Exprimés       | Exprimés                          | Exprimés         | 33 473       | 99,06        | 30 762      | 97,32       |  |

La suppléante de Christophe Caresche était Laurence Goldgrab, PRG, adjointe au maire du 18ème arrondissement de Paris.

### Élections législatives de 2007
| Candidat       | Candidat                          | Parti          | Premier tour | Premier tour | Second tour | Second tour |  |
| Candidat       | Candidat                          | Parti          | Voix         | %            | Voix        | %           |  |
| -------------- | --------------------------------- | -------------- | ------------ | ------------ | ----------- | ----------- |  |
|                | Christophe Caresche sortant réélu | PS             | 12 746       | 37,68        | 19 895      | 63,29       |  |
|                | Jeannette Bougrab                 | UMP            | 10 004       | 29,58        | 11 540      | 36,71       |  |
|                | Maxence Ansel                     | UDF–MoDem      | 3 718        | 10,99        |             |             |  |
|                | Sylvain Garel                     | Les Verts      | 2 471        | 7,31         |             |             |  |
|                | Gérald Briant                     | PCF            | 1 197        | 3,54         |             |             |  |
|                | Danielle Loiseau                  | SÉGA           | 1 144        | 3,38         |             |             |  |
|                | Cyril Bozonnet                    | FN             | 1 094        | 3,23         |             |             |  |
|                | Nicole Petiau                     | LT-LNÉ         | 271          | 0,8          |             |             |  |
|                | Jacques Ducret                    | DLR            | 226          | 0,67         |             |             |  |
|                | Jean-Pierre Lecesne               | LO             | 215          | 0,64         |             |             |  |
|                | Christian Auvray                  | Divers         | 215          | 0,64         |             |             |  |
|                | Bernard Bres                      | MNR            | 162          | 0,48         |             |             |  |
|                | Ludovic Lassauce                  | AL             | 95           | 0,28         |             |             |  |
|                | Arezki Dahmani                    | Divers gauche  | 94           | 0,28         |             |             |  |
|                | Pascal Foschia                    | Divers         | 57           | 0,17         |             |             |  |
|                | Amel Ariech                       | Divers         | 55           | 0,16         |             |             |  |
|                | Lucien Chebib                     | Divers         | 32           | 0,09         |             |             |  |
|                | Gilles Frilay                     | Divers         | 27           | 0,08         |             |             |  |
|                | Maryse Vermis                     | Divers         | 0            | 0            |             |             |  |
|                | Gustave Peyre                     | Divers         | 0            | 0            |             |             |  |
|                |                                   |                |              |              |             |             |  |
| Inscrits       | Inscrits                          | Inscrits       | 55 839       | 100,00       | 55 832      | 100,00      |  |
| Abstentions    | Abstentions                       | Abstentions    | 21 689       | 38,84        | 23 662      | 42,38       |  |
| Votants        | Votants                           | Votants        | 34 150       | 61,16        | 32 170      | 57,62       |  |
| Blancs et nuls | Blancs et nuls                    | Blancs et nuls | 327          | 0,96         | 735         | 2,28        |  |
| Exprimés       | Exprimés                          | Exprimés       | 33 823       | 99,04        | 31 435      | 97,72       |  |